# Tani Vili
Pour les articles homonymes, voir Vili.

a Compétitions nationales et continentales officielles uniquement.

b Matchs officiels uniquement.
Dernière mise à jour le 16 juin 2025.
Tani Vili, né le 31 octobre 2000 à Brive-la-Gaillarde (Corrèze), est un joueur français de rugby à XV évoluant au poste de centre.

## Biographie

### Jeunesse et formation
Vili est né à Brive-la-Gaillarde, d'une famille d'origine wallisienne et néo-calédonienne. Il commence très jeune le rugby dans les clubs de Saint-Céré puis de Malemort,.
Il est ensuite repéré par le CA Brive, avant de rallier le centre de formation de l'ASM Clermont Auvergne en 2017.
Il joue pour l'équipe de France des moins de 18 ans en 2017, remportant le Championnat d'Europe. En 2018, il remporte la médaille d'argent à l'épreuve de rugby à sept des Jeux olympiques de la jeunesse avec l'équipe de France des moins de 18 ans,.

### Carrière professionnelle

#### Débuts à Clermont (2019-2022)
Il joue son premier match avec l'ASM au niveau professionnel à l'âge de 18 ans en Challenge européen, le 18 janvier 2019 contre les Dragons.
En septembre 2019, la FFR annonce qu'il fait partie du groupe Pôle France pour la saison 2019-2020.
Au mois de janvier 2021, il est appelé dans le groupe de l'équipe de France des moins de 20 ans, destiné à disputer les deux premiers matchs du Tournoi des Six Nations quelques semaines plus tard.
Il commence à obtenir un temps de jeu conséquent en Top 14 avec Clermont à partir de la saison 2020-2021,.
Après des performances remarquées avec le club auvergnat, il est sélectionné pour la première fois en équipe de France senior par Fabien Galthié afin de disputer la tournée en Australie en juin 2021,. Il ne joue cependant aucun match lors de cette tournée.
De retour avec l'ASM pour le début de la saison 2021-2022, il continue de faire de bonnes performances,. Il fait son retour en sélection dans le groupe élargi retenu pour préparer pour la série de test-matchs de novembre. Une nouvelle fois, il n'est pas utilisé, et ne joue aucun des trois matchs.

#### Départ à l'UBB puis à Vannes (depuis 2022)
L'Union Bordeaux Bègles annonce son recrutement à partir de la saison 2022-2023.
Après une saison 2023-2024 durant laquelle il ne joue que cinq matchs, il décide de quitter l'UBB et s'engage avec le RC Vannes, récemment promu en Top 14, pour une durée de deux ans,. Il avait pourtant été annoncé en partance vers le Stade rochelais quelques jours plus tôt après une erreur de communication de la part de son club.
À l'intersaison 2025, il rejoint le Stade français pour une durée de deux saisons.

## Palmarès

### En club
- ASM Clermont Auvergne
  - Vainqueur du Championnat de France espoirs en 2018
  - Finaliste du Championnat de France en 2019
- Union Bordeaux Bègles
  - Finaliste du Championnat de France en 2024

### En sélection
- France -18
  - Vainqueur du Championnat d'Europe des moins de 18 ans en 2017
  -  Médaillé d'argent aux Jeux olympiques de la jeunesse en 2018